# Hnaberd, Ararat
Hnaberd là một đô thị thuộc tỉnh Ararat, Armenia. Dân số ước tính năm 2011 là 630 người.